# 米蘭達市 (瓜里科州)

米蘭達市（西班牙語：Municipio Francisco de Miranda），是委內瑞拉的一個市，位於該國中部瓜里科州，首府設於卡拉沃索，海拔高度100米，面積13,490平方公里，人口196,323，人口密度每平方公里11.8人。